# Железный человек
Желе́зный челове́к (англ. Iron Man), настоящее имя Э́нтони Э́двард (То́ни) Старк (англ. Anthony Edward Stark, Tony Stark) — супергерой комиксов издательства Marvel Comics, созданный писателем Стэном Ли, сценаристом Ларри Либером и художниками Доном Хеком и Джеком Кирби. Железный человек впервые появился в комиксе Tales of Suspense #39 (март, 1963).
В первоначальном варианте своей биографии Тони Старк, гениальный изобретатель и богатейший промышленник с репутацией плейбоя, страдает от ранения, полученного им в плену, где его вынудили разработать для террористов оружие массового поражения. Вместо этого он создаёт высокотехнологичный костюм-броню, с помощью которого сбегает из плена. Позднее Старк улучшает свою броню вооружением и устройствами, созданными на базе ресурсов его компании, и использует доспех, чтобы защищать мир в облике Железного человека, первое время скрывая свою личность.
Первоначально Железный человек, будучи порождением Холодной войны и Вьетнамской войны, в частности, был для Стэна Ли средством раскрытия их соответствующих тем и роли американской экономики в борьбе с коммунизмом; со временем в последующих переосмыслениях образа упор стал делаться на проблемы корпоративного криминала и терроризма.
На протяжении времени публикаций Железный человек связан в первую очередь с командой «Мстители», будучи одним из её сооснователей, и нескольких побочных от неё команд супергероев; его сольная серия, запущенная в мае 1968 года, пережила 5 томов, издаваясь с перерывом в 2008—2012 годах, когда её сменила серия The Invincible Iron Man, вплоть до 2014 года. Впоследствии, с ростом популярности, Железный человек стал персонажем нескольких мультсериалов и мультфильмов, причём как сольных, так и в составе Мстителей. В фильмах медиафраншизы «Кинематографическая вселенная Marvel» (КВМ) его роль исполнял актёр Роберт Дауни-младший.

## История публикаций

### Появление
Впервые образ Железного человека появился в Tales of Suspense #39 (март 1963). Он был создан писателем Стэном Ли, сценаристом Ларри Лейбером и художниками Доном Хеком и Джеком Кирби.
Перевод (рус.)

Я полагал, что это достаточно смелая идея. Был разгар Холодной Войны. Наши читатели, молодые читатели, если была единственная вещь, которую они ненавидели, то ей была война, ей была армия… А я создал героя, который соответствовал этому образу на сто процентов. Он был производителем оружия, поставлял вооружение в армию, был богатеем, был промышленником… Я думал, что будет забавно создать такого персонажа, который никому не нравится, никому из наших читателей, и скормить его им, и заставить полюбить… И он действительно стал очень популярным.
Оригинальный текст (англ.)I think I gave myself a dare. It was the height of the Cold War. The readers, the young readers, if there was one thing they hated, it was war, it was the military....So I got a hero who represented that to the hundredth degree. He was a weapons manufacturer, he was providing weapons for the Army, he was rich, he was an industrialist....I thought it would be fun to take the kind of character that nobody would like, none of our readers would like, and shove him down their throats and make them like him....And he became very popular.

После создания персонажа была задача дать направление на создание внешнего образа. По словам Джерри Конвея, «характер героя показывал внешнюю невозмутимость даже тогда, когда внутреннее состояние было подобно ране. Стэн создал его таким, что сердце Старка было разорвано буквально. Но когда-то проходит любая боль и наш герой возвращает свой внутренний мир к первоначальному состоянию. Всё это, я считаю, сделало характер интересным, что требовало определённой внешности». И Стэн Ли взял за основу образ известнейшего в то время «изобретателя, авантюриста, мультимиллиардера, ловеласа и, наконец, психа» — Говарда Хьюза. Он объяснил это так: «Говард Хьюз был одним из самых ярких людей нашего времени. Но он не был сумасшедшим — он был Говардом Хьюзом».
Пока Ли работал над историей героя и спорил с компанией Liber по поводу долгой конкретизации, Дон Хек и Джек Кирби по идеям автора Тони Старка создали обложку для первого номера, а также помощников Железного человека, Пеппер Поттс и Хэппи Хогана. Первоначальный костюм Железного человека был громоздким, покрытый серым углеродо-железным сплавом. Ко второму выпуску броня превратилась в золотую (№ 40). Оригинальный же, титановый, золотисто-красной расцветки костюм впервые был представлен в № 48 Tales of Suspense под авторством Стива Дитко. Как вспоминает Дон Хек: «По сравнению с первой конструкцией, этот был легче, изящнее, чем тот, который был придуман Кирбишем…».
В первых сюжетных линиях Железного человека наблюдалось антикоммунистическое направление, выражающаяся в борьбе главного героя с противниками, родом из Китая, Вьетнама и других стран азиатского региона. Позже Стэн Ли, сожалея о внимании к этой проблеме, перевёл деятельность Старка на помощь армии США, участие в развитии гражданской обороны. Также развивалась история личной жизни Железного человека, например, показанные в серии «Demon in a Bottle» проблемы с пьянством и психическом состоянии.
С выпусков № 59 (ноябрь 1964) до № 99 (март 1968) в серии Tales of Suspense главная роль перешла к другому супергерою, Капитану Америке, вследствие чего позже было сменено и название. После этого Тони Старк пару раз появлялся в небольшой истории вместе с Нэмором и несколько раз в собственных и серии «Золотой Мститель», после чего дебютировал в сольном проекте «Непобедимый Железный человек» (май 1968). После этого пришла истинная слава Железного человека и, как говорил Стэн Ли: «Все комиксы The Invincible Iron Man были выпущены Marvel, после чего повалила груда писем от поклонников, главным образом от женщин, фан-письма, куча фан-писем, и все были адресованы Тони Старку».
Ключевые номера
- Дебют красной и золотой брони (Tales of Suspense #48, 1963);
- путешествовал в Камелот с доктором Думом (Iron Man #149-150, 1981);
- поддался алкоголизму (Iron Man #167-182, 1983—1984);
- Джим Роудс (Jim Rhodes) стал Железным человеком (Iron Man #169-199, 1983—1985);
- Тони Старк вернулся как Железный человек в красной и серебряной броне (Iron Man #200, 1985);
- сражался в Войне Бронёй (Armor Wars) (Iron Man #225-231, 1987—1988);
- снова отправился в Камелот с Думом (Iron Man #249-250, 1989);
- манипулировал Кирсоном ДеВитом (Kearson DeWitt) в «Войне Бронёй II» («Armor Wars II») (Iron Man #258-266, 1990 −1991);
- Джеймс Роудс (James Rhodes) снова стал Железным человеком (Iron Man #284, 1992);
- Тони Старк снова стал Железным человеком (Iron Man #289, 1993);
- помог сформировать Force Works (Force Works #1, 1994);
- путешествовал во времени с доктором Думом (Iron Man #11, 1997);
- вернулся из Обратной Земли (Counter-Earth) (Iron Man #1, 1998);
- стал членом Клуба Адского Огня (Hell Fire Club) (X-Men #73, 1998);
- броня стала «разумной», убил Кнута (Iron Man #26-30, 2000);
- Альтрон получил контроль над бронёй (Iron Man #46-49, 2001—2002);
- Стал Секретарём Обороны (Defense) (Iron Man #73-78, 2003);
- стал членом Громовержцев как Кобальтовый человек (Avengers/Thunderbolts #1-6, 2004);
- помог сформировать новую команду Мстителей (New Avengers #1, 2005);
- стал директором Щ. И. Т.’а (Civil War #7, 2007).

## Биография
Сын богатого промышленника Говарда Старка, Тони был гениальным изобретателем и механиком. Он унаследовал бизнес отца в возрасте 21 года, превратив компанию в одного из лидирующих производителей оружия. Старк был ранен осколком в грудь во время полевого испытания на пригодность боевой брони, которая должна была наделить солдат боевыми способностями. Старка взял в плен оружейный барон Wong Chu, вынудив его создать оружие массового поражения — только тогда Тони получил бы операцию, необходимую для спасения его жизни.
Вместе со своим товарищем и бывшим пленным Хо Йинсеном, лауреатом Нобелевской премии по физике, Старк начал работать над модифицированным экзоскелетом, оснащённым тяжёлым вооружением. В секрете даже от Старка, Йинсен сконструировал защитную грудную пластинку для поддержания раненого сердца изобретателя. Старк надел костюм, чтобы попробовать сбежать из плена, но сам Профессор Йинсен был убит в решающей схватке. Он отдал свою жизнь, чтобы Железный человек смог жить.
Победив оружейного барона, Старк вернулся в Америку и переконструировал костюм. Выдумав историю, что Железный человек был его охранником, Старк вступил в двойную жизнь как миллиардер-изобретатель и костюмированный искатель приключений. Ранние враги посылали шпионов и иностранных агентов в намерении украсть броню Старка и его военные секреты. Спустя некоторое время Старк прекратил защищать только свои личные интересы. Он также стал заниматься вопросами национальной и международной безопасности. Железный человек даже помог основать Мстителей и стал спонсором их команды.
Несмотря на огромное богатство, жизнь Старка не безупречна. Начиная свою карьеру, он был вынужден всё время носить нагрудную пластину, чтобы защитить своё сердце. Старк, к тому же, бывший алкоголик, и его личная жизнь — сплошной беспорядок. Во многих случаях, Железный человек — это освобождение и оболочка, которую он носит, чтобы держать окружающий мир в стороне.
Враги Железного человека принимали различные формы, от завоевателей с претензиями на мировое господство и корпоративных конкурентов до суперпреступников и иностранных агентов, стремившихся превзойти или украсть его технологии.
Старк рос, чувствуя возрастающую ответственность за использование его технологий по всему миру. Старк Интерпрайзис разорвало сотрудничество с правительством, сосредоточившись на технологиях, которые улучшат жизнь людей.
Наученный в молодости платить тем, кто помог ему жить столь комфортной жизнью, Старк основал множество благотворительных фондов и учреждений. С увеличивающимся чувством ответственности он достиг нового уровня взросления. Сравнивая свой секрет больше с долгом, чем с личным имуществом, Старк решился раскрыть миру, что он — Железный человек. С грузом двойной жизни на своих плечах Старк обнаружил себя на незнакомой территории как один из немногих публично известных героев.
- Тони Старк входит в рейтинги Forbes самых богатых вымышленных персонажей, где занимает 5 место, его состояние оценивается в 12.4 миллиарда долларов.

### Гражданская Война
Старк стал инициатором встречи в Ваканде с Профессором Икс, Мистером Фантастиком, Чёрным Громом, Доктором Стрэнджем и Нэмором для формирования тайной группы управления стратегией и политикой. Они назвали себя «Иллюминатами». Первоначальной целью Старка было создание управленческой организации для всех супергероев в мире, перед которой те отвечали бы. Тем не менее, различные убеждения и философии, кроме факта, что многие герои выбрали скрывать свою реальную тождественность, сделали план Старка невыполнимым. Но некоторые соглашались поделиться информацией о личной жизни.
Узнав планы правительства «пропихнуть» Закон о Регистрации Суперлюдей, который вынудит костюмированных супергероев раскрыть свои личности правительству и стать легальными агентами, Железный человек искал способ, чтобы Закон был принят, даже идя на такие меры, как наём Титанового человека для атаки во время слушания закона, чтобы склонить мнения на свою сторону. Старк пытался убедить остальных супергероев поддержать новый Закон, заявив, что их участие может предотвратить принятие в Законе больших ограничений их деятельности, но все за исключением Мистера Фантастика отклонили идею о Регистрации.
Во время сражения в Стэмфорде между Новыми Воинами и парой суперзлодеев при взрыве погибло несколько сотен человек, включая 60 детей. Это событие повернуло общественное мнение против супергероев и ускорило принятие закона. Старк публично выступил в поддержку Регистрации, но новый закон разделил героев на два лагеря. Старк стал лидером и публичным лицом Про-Регистрационной стороны. В качестве его первого главного общественного шага в качестве сторонника Регистрации было раскрытие своего альтер эго Железного человека (Civil War: Front Line #1). Он убедил Человека-паука присоединиться к нему и поступить так же. Человек-паук, после возросшего беспокойства о чрезмерном усердии Старка, засомневался в правильности выбора стороны и позже присоединился к Анти-Регистрационному блоку, узнав о тюрьме в Негативной Зоне, которая была сконструирована для удержания Анти-Регистрационных героев. В итоге эти герои и силы Железного человека встретились в решающей битве, закончившаяся, когда Капитан Америка, ужаснувшись разрушениям в ходе битвы и осознав, что его действия не приведут к отмене закона, сдался.
В Гражданской Войне #7 Старк становится директором Щ. И. Т.а
Вскоре после этих событий Гражданской Войны Капитана Америка убили. Несмотря на свою горячую веру в регистрационный закон, Тони Старк, склонившись над телом Капитана Америки, сказал, что большинство его поступков во имя законов «не стоят такой жертвы» и позже на его похоронах произнёс, что «это всё не должно было так закончиться».

### Изгнание и Возвращение Халка
«Да, я отправил Халка в космос. Если вам надо кого-нибудь винить за его возвращение… вините меня.» — Железный человек.
Вместе с остальными членами Иллюминатов Железный человек принял решение изгнать Халка с Земли и оказался в ответе за свой поступок, когда тот вернулся обратно в поисках мщения. К счастью, Старк предусмотрел такую возможность и встретил зелёного гиганта в своей новой броне «Hulkbuster». Во время схватки большая часть Нью-Йорка оказалась разрушена и сожжена, битва оказалась такой яростной, что остальные герои не смогли даже приблизиться и помочь. Башня Старка также не устояла и оказалась разрушена, после чего Халк взял в плен Тони и отправил на стадион сражаться с остальными героями. Когда все попытки остановить разъярённого Халка исчерпались, Старк навёл лазеры орбитальных спутников на Халка, которые он установил, став директором Щ. И. Т.а. Этот мощный луч лишил зелёного гиганта чувств. Железному человеку пришлось снять огромные средства с многочисленных счетов (по большей части со средств Щ. И. Т.а), чтобы восстановить Башню Мстителей и некоторые другие строения Нью-Йорка.
Когда Тор вернулся и узнал о событиях регистрационного закона, то пришёл в ярость из-за того, что Железный человек вёл войну против друзей-супергероев и совместно с другими без его ведения и разрешения использовал его ДНК, чтобы создать клона Тора.
Тони вступил в схватку с Тором, но вскоре стало ясно, что ему не победить. Ища компромисс, Старк предложил расценивать Асгард как иностранное посольство с дипломатической неприкосновенностью к её жителям. Тор счёл это приемлемым, и битва прекратилась.
Тони прибыл на останки Особняка Людей Икс, чтобы поговорить с Циклопом. Он сообщил бывшему лидеру Людей Икс, что правительство хочет, чтобы Люди Икс зарегистрировались. На что Скотт ответил, что нет больше Людей Икс, и они будут регистрироваться с самого рождения.

### Тайное Вторжение
Во время Тайного Вторжения броня Старка оказалась инфицирована инопланетным вирусом. Из-за влияния вируса королеве скруллов, Веранке, принявшей облик Женщины-Паука, почти удалось склонить Железного человека к её рядам, но своевременное появление Чёрной Вдовы спасло Тони Старка. Под прикрытием Наташи, Тони восстановил повреждённую броню и возглавил героев Нью-Йорка против захватчиков. Тем не менее, в середине схватки броня начала давать сбои, вынудив его вернуться в Башню Мстителей за другой. Президент США возложил вину за нападение скруллов на Старка и не только сместил его с поста директора Щ. И. Т.а, но и объявил эту организацию вне закона. Хотя битва против пришельцев была выиграна, Тони потерпел большую потерю — его технологии не функционировали, его корпорация находились на грани банкротства, у него появилось множество врагов и не оказалось друзей, готовых помочь ему с его проблемами.

### Тёмное Владычество
После Тайного Вторжения Тони был отстранён от должности, а Щ. И. Т. — расформирован. Норман Осборн создал свою службу М. О. Л. О. Т., куда перешли работать многие бывшие агенты Щ. И. Т.а. Также новой организации было поручено ведение всех прежних дел Щ. И. Т.а, в том числе контроль за проектом «Инициатива». Старк должен был передать Осборну базу данных этого проекта, в которой содержалась подробная информация о каждом супергерое и злодее Земли, включая настоящие имена. Однако Тони отдал ему фальшивую базу данных, которую стоит привести целиком:
«Начало базы данных.
Железный человек. Настоящее имя Энтони Эдвард Старк.
Конец базы данных.»
Когда Тони вернулся домой, Пеппер Поттс и Мария Хилл стали расспрашивать его, где настоящая информация. Оказалось, Железный человек воспользовался возможностями вируса «Экстримис» и записал все сведения в свой мозг. Однако если его арестуют агенты М. О. Л. О. Т.а, им всё же удастся считать данные. Поэтому Старк приступил к выполнению плана, разработанного некоторое время назад специально для подобных случаев. Марии Хилл он отдал какой-то высокотехнологичный жёсткий диск и велел найти Капитана Америку (Барнса). Пеппер было поручено возглавить Старк Энтрпрайзис с единственной целью — провести процедуру банкротства корпорации. А сам Тони стал ездить по свету, приходил в свои многочисленные укрытия и постепенно стирал из своей головы базу данных. Впрочем, несмотря на вирус «Экстримис», его мозг не являлся компьютерным диском, и вся информация в нём была взаимосвязана. Из-за этого у Тони возникли постоянно прогрессирующие провалы в памяти, а его IQ существенно понижался с каждой процедурой стирания памяти. Вскоре ему стало трудно использовать современную модель брони, и приходилось надевать всё более старые доспехи.
Тем временем Пеппер Поттс обнаружила тайник, созданный специально для неё, в котором находилась броня, напоминающая доспехи Железного человека, но лишённая какого-либо оружия. Все технические средства костюма были предназначены для защиты и спасения людей. Пеппер стала супергероиней по прозвищу Спасительница.
Норман Осборн не дремал. Ему удалось поймать Поттс и Хилл, а также Чёрную Вдову, которая помогала бывшей замдиректора Щ. И. Т.а, однако всем троим удалось сбежать. Зато Агенты М. О. Л. О. Т.а выследили Тони Старка, который направлялся к своему последнему укрытию в Афганистане, чтобы провести сеанс окончательного стирания памяти. К этому времени он уже едва мог вспомнить, кто он такой. В его распоряжении осталась лишь самая старая и примитивная броня, «консервная банка» (Tin Can), или Марка 00 (Mark 00). Осборн прибыл в афганскую пустыню в своём костюме Железного Патриота и уже готов был убить Тони, но неожиданно появился вертолёт прессы. Осборн должен был показать, что соблюдает законы, поэтому оставил Старка в живых, надеясь получить хотя бы маленькую часть базы данных. Однако во время боя Тони успел стереть остатки памяти.

### Распад
Теперь Тони находился в крайне плачевном состоянии. Была стёрта не только его личность и разум, но и все рефлексы организма, включая врождённые. Даже дыхание приходилось поддерживать искусственным путём, хотя ни мозг, ни внутренние органы повреждены не были. Поскольку к Старку было привлечено внимание общественности, Осборн по-прежнему не мог убить его. Поразмыслив немного, он пришёл к выводу, что Железный человек больше не опасен. Даже если бы он смог вернуть себе память, у него не было ни брони, ни возможности создать новую. К тому же, если он всё же вернётся к нормальному существованию, его тут же арестуют и подвергнут суду. Поэтому Осборн отдал Тони на попечение доктору Дональду Блейку, проживающему в городке Бронкстон, штат Оклахома.
На самом деле под видом Блейка в городе жил Тор. Он тут же вызвал Пеппер Поттс, Марию Хилл, Джима Роудса, Капитана Америку (Роджерса, тот как раз недавно вернулся к жизни) и доктора Стрэнджа. Роудс нашёл видеозапись, на которой Тони оставил инструкцию, что делать дальше. Сначала врачи поместили репульсорный реактор ему в грудь. С помощью вируса Экстримис Старк уже давно усовершенствовал свой организм, поэтому наблюдались некоторые «отклонения от нормы», например, провода в лёгких. Дальше жёсткий диск, который Хилл хранила совместно с Чёрной Вдовой и Баки Барнсом, был подключён к голове Тони через специальные порты. На диск, как оказалось, Тони некоторое время назад записал все свои воспоминания, но там не было базы данных Инициативы. Память записали в мозг, а затем Тор с помощью очень слабого электрического разряда, пропущенного через щит Капитана Америки, заставил клетки мозга принять её. После этого Тони должен был очнуться, но это произошло не сразу. Доктору Стрэнджу пришлось приложить немалые усилия, чтобы деятельность мозга протекла нормально.
Итак, Тони Старк вернулся. Однако его память была переписана с резервной копии, которая была сделана ещё до Гражданской войны. Следовательно, Тони не помнил ничего, что происходило после. Узнав о Гражданской войне и о гибели Капитана Америки, он пришёл в ужас, даже несмотря на то, что Кэп был снова жив.

### Осада и последующие события
Всё это происходило незадолго до осады Асгарда, и Осборну было не до Железного человека. Поэтому тот спокойно сидел дома у Дональда Блейка и читал прессу того периода, который он не помнил. Организм Тони Старка был перестроен. Теперь его мозг был связан с реактором и действовал быстрее, то есть Старк стал умнее, чем когда-либо. Во время Осады Тони вместе с остальными героями противостоял силам Железного Патриота, используя чудом уцелевшую старую броню.
Когда Осборн был арестован, а М. О. Л. О. Т. — закрыт, со Старка были сняты все обвинения, и он смог начать вновь налаживать свою жизнь. «Старк Энтерпрайзис» была признана банкротом, и Тони основал новую корпорацию «Старк Ресайлент» (Stark Resilient), специализирующуюся на производстве репульсорных реакторов — источников энергии следующего поколения. Кроме того он создал новую броню. От электрического разряда Тора вирус «Экстримис» частично разблокировался, и Старк полностью срастил доспехи со своим телом. Теперь при необходимости он не надевает броню, а просто превращается в Железного человека.

## Силы и способности

### Броня
Броня Железного человека придаёт Старку сверхчеловеческую силу и физическую защиту. Старк может поднимать до 90 тонн в стандартном режиме функционирования, кроме того ботинки и перчатки с реактивными двигателями позволяют ему летать. В костюм входит такое различное вооружение как репульсорные лучи на руках, ракеты, лазеры и огнемёты. Унилуч в центре его грудной клетки способен излучать различные виды световой энергии, а его шлем содержит устройства связи, оборудование для сканирования и записывающее устройство, J.A.R.V.I.S.

## Альтернативные версии
Помимо Тони Старка, роль Железного человека брали на себя и другие персонажи вселенной Marvel, в том числе Джеймс Роудс, Виктор фон Дум и Арно Старк.
Другие версии Железного человека существуют в других вселенных, входящих в мультивселенную Marvel.
Во вселенной Ultimate Marvel Железный человек является членом команды «Абсолютные», вселенского аналога Мстителей.
Другие варианты включают:
- Железный человек 2020 — титул Арно Старка как будущего Железного человека[13].
- Железный человек 2099 — супергерой Сонни Фриско в 2099 году[14].
- Лорд Айрон — существует в Елизаветинской эпохе в серии Marvel 1602[15].
- Тони Старк, действовавший как Человек-муравей на Земле-818[16].
- Злая версия Железного Человека — Железный маньяк[17].
- Тони Старк, действующий как Железный парень на Земле-6160[18].
- Железный молот — комбинация Железного человека и Тора во время события «Война бесконечности»[19].
- Железный фонарь, комбинация с Зелёным Фонарём из DC Comics в кроссовере «Амальгам»[20].

## Вне комиксов
Железный человек появлялся в различных медиа с момента своего дебюта в комиксе Tales of Suspense #39 (март 1963 года). О Железном человеке снято три сольных мультсериала и анимационный фильм, вышедший на DVD. Игровой фильм о Железном человеке с Робертом Дауни-младшим в главной роли и режиссёром Джоном Фавро был выпущен в 2008 году, а Дауни также появился в эпизодической роли в фильме «Невероятный Халк» и в качестве главного героя в нескольких других фильмах кинематографической вселенной Marvel, включая «Мстители», «Мстители: Эра Альтрона», «Первый мститель: Противостояние», «Человек-паук: Возвращение домой», «Мстители: Война бесконечности» и «Мстители: Финал».

## Пародии
- Персонаж пародировался в нескольких выпусках мультсериала «Робоцып».
- В нескольких сериях Утиных историй фигурирует Уткоробот, пародирующий Железного человека.

## Критика и отзывы
- В мае 2011 года, Железный человек занял 12 место в списке «100 лучших героев комиксов по версии IGN»[21].
- Тони Старк несколько раз попадал в списки богатейших вымышленных персонажей по версии журнала Forbes: В 2006 году Старк занял 8 место, его состояние оценили в 3 миллиарда долларов[22], в 2007 году 10 место с 6 миллиардами[23], в 2010 году 4 место и 8,8 миллиарда долларов[24], а в 2011 году 6 место с 9,4 миллиардами[25], 5 место в 2012 году с 9,3 миллиардным состоянием[26] и 4 место с 12,4 миллиардами долларов в 2013 году[27]. В 2007 году журнал «Forbes» поставил компанию Stark Industries на 16 место в списке богатейших вымышленных компаний, оценив её в 20,3 миллиарда долларов[28]. А в 2012 году тот же журнал поставил поместье Старка на 10 место в списке самых дорогих вымышленных домов, оценив его стоимость в 50,8 миллионов[29].